# The Mekons
A The Mekons egy brit/amerikai punk-rock zenekar. 
A zenekart nők és férfiak egyaránt alkotják. 1977-ben alakultak meg Leeds-ben. Eredetileg művészi társulatnak alakultak. Zeneileg széles skálán tevékenykednek: főleg punk-rockot játszanak, de jelen vannak  a cowpunk, alternatív rock és post-punk műfajokban is. Dalaikban keverednek countryzene elemek is, illetve népzenei és dub hatású elemek is feltűnnek a zenéjükben. Nevüket egy brit képregény-sorozatban szereplő gonosztevőről kapták. Karrierjük kezdetén teljesen brit származású társulatként indultak, de az évek alatt amerikai személyek is csatlakoztak a zenekarhoz.
Az együttest 1977-ben alapította öt tag: Jon Langford, Kevin Lycett, Mark White, Andy Corrigan és Tom Greenhalgh. Közülük már csak Langford és Greenhalgh szerepel a zenekarban. Fennállásuk alatt 20 nagylemezt dobtak piacra. A zenekar azzal is elismerést ért el, hogy a 70-es évek óta működnek, feloszlás nélkül, egészen a mai napig. Miután a mostani volt tagok elhagyták az együttest, különféle mellék-projekteket alapítottak, zenei és művészeti témákban egyaránt. A látványos koncertfellépéseikkel is népszerűséget vívott ki magának a Mekons. 2013-ban dokumentumfilm készült róluk.

## Diszkográfia

### Stúdióalbumok
- The Quality of Mercy is Not Strnen (1979)
- The Mekons (1980)
- The Mekons Story (1982)
- Fear and Whiskey (1985)
- The Edge of the World (1986)
- The Mekons: Honky Tonkin' (1987)
- So Good It Hurts (1988)
- The Mekons Rock'n'Roll (1989)
- The Curse of the Mekons (1991)
- I Love Mekons (1993)
- Retreat from Memphis (1996)
- Pussy, King of the Pirates (1998)
- ME (1998)
- Journey to the End of the Night (2000)
- OOOH! (Out of Our Heads) (2002)
- Punk Rock (2004)
- Natural (2007)
- Ancient and Modern 1911-2011 (2011)
- Jura (2015)
- Existentialism (2016)
- It Is Twice Blessed, by the Mekons 77 (2018)
- Deserted (2019)
- Exquisite (2020)